# Ludwig Sylow
Pour les articles homonymes, voir Sylow.
Peter Ludwig Mejdell Sylow (12 décembre 1832 à Christiania, aujourd'hui Oslo - 7 septembre 1918 au même endroit) est un mathématicien norvégien. Il étudia la théorie des groupes, et démontra les théorèmes de Sylow en 1872.

## Biographie
Sylow étudia à l'université de Christiania et gagna en 1853 un concours de mathématiques. Dans les années 1858 à 1898, il enseigna à l'école de Frederikshald. En 1862 il devint docent (professeur) à l'université de Christiania, où il enseigna la théorie de Galois.
Il y posa la question des trois théorèmes qui portent son nom, et en publia la démonstration dix ans plus tard, en 1872. Conjointement avec Lie, Sylow étudia les travaux d'Abel de façon approfondie entre 1873 et 1881. D'après Lie, la contribution de Sylow fut déterminante.
En 1894, Sylow devint le rédacteur en chef des Acta Mathematica et reçut le titre de docteur honoris causa de l'université de Copenhague. Lie créa spécialement pour lui une chaire à l'université de Christiania.